# Nun danket all und bringet Ehr

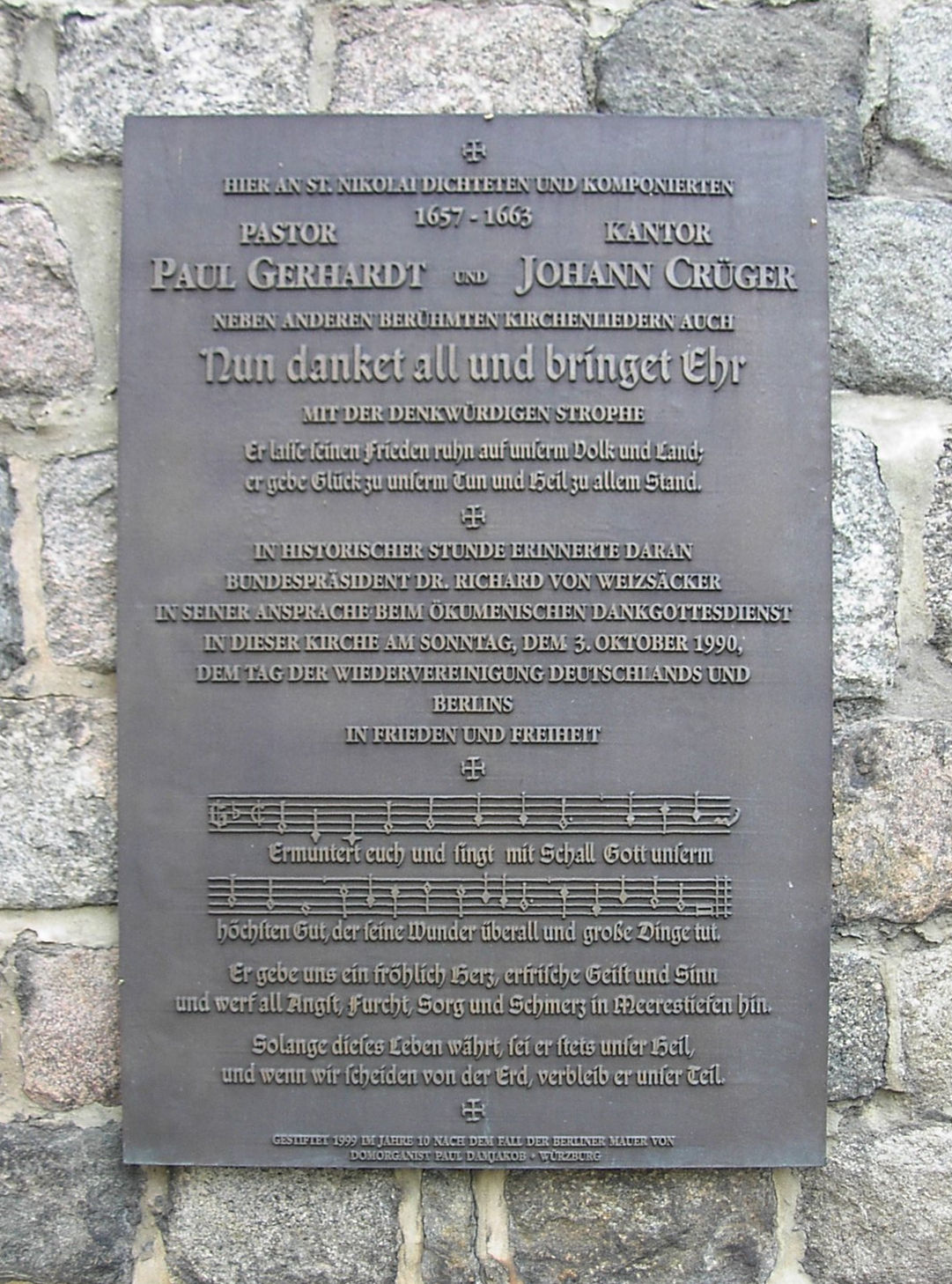
Gedenktafel an der Nikolaikirche in Berlin

Nun danket all und bringet Ehr ist ein deutsches Kirchenlied, das von Paul Gerhardt gedichtet und 1647 in Johann Crügers Gesangbuch Praxis pietatis melica erstmals veröffentlicht wurde. In der Ausgabe von 1653 fügte Crüger eine eigene Melodie hinzu.
Als allgemeines Danklied erschien das Lied in vielen Gesangbüchern, im Evangelischen Gesangbuch ebenso wie im katholischen Gotteslob. Es inspirierte Vertonungen vom 17. bis zum 21. Jahrhundert.

## Geschichte
Als Paul Gerhardt Nun danket all und bringet Ehr schrieb, war er 40 Jahre alt, hatte seine theologischen Studien beendet, jedoch noch keine geeignete Pfarrstelle gefunden. Er arbeitete als Privatlehrer in Berlin. Der Dreißigjährige Krieg ging zu Ende. Gerhardt schrieb ein Danklied in neun Strophen von je vier Zeilen. Er bezog sich auf einen biblischen Text aus dem Buch Jesus Sirach 50,22–24 , der Dank und Preis Gottes zum Ausdruck bringt und um weiteren Beistand bittet. Derselbe Abschnitt lag auch dem Lied Nun danket alle Gott zugrunde, das Martin Rinckart 1630 verfasst hatte, sowie zahlreichen weiteren Werken des 17. Jahrhunderts. Für Gerhardt war Musik ein Bild himmlischer Seligkeit und der Schöpfungsordnung, wie er zum Beispiel in einigen Strophen seines Liedes Geh aus, mein Herz, und suche Freud deutlich macht.
Nun danket all und bringet Ehr wurde von Johann Crüger veröffentlicht, der Kirchenmusiker an der Nikolaikirche in Berlin war. Das Lied erschien in seinem Gesangbuch Praxis pietatis melica erstmals in der Ausgabe von 1647, als eins der ersten 18 Lieder von Gerhardt, neben Ein Lämmlein geht und trägt die Schuld, dem Osterlied Auf, auf, mein Herz, mit Freuden, dem Morgenlied Wach auf, mein Herz, und singe und dem Abendlied Nun ruhen alle Wälder. In der folgenden Ausgabe von 1653, die bereits 80 Lieder von Gerhardt enthielt, erschien es mit einer Melodie von Crüger.
Das Lied wurde zum Abschluss einer ganztägigen Veranstaltung in Leipzig gesungen, die am 21. März 1763 den Frieden von Hubertusburg feierte.
Im Evangelischen Gesangbuch ist das Lied EG 322, im katholischen Gotteslob ist es GL 403 mit den Strophen 1, 2, 5, 6, 8 und 9.

## Text (Evangelisches Gesangbuch)
1. Nun danket all und bringet Ehr,

ihr Menschen in der Welt,

dem, dessen Lob der Engel Heer

im Himmel stets vermeld’t.

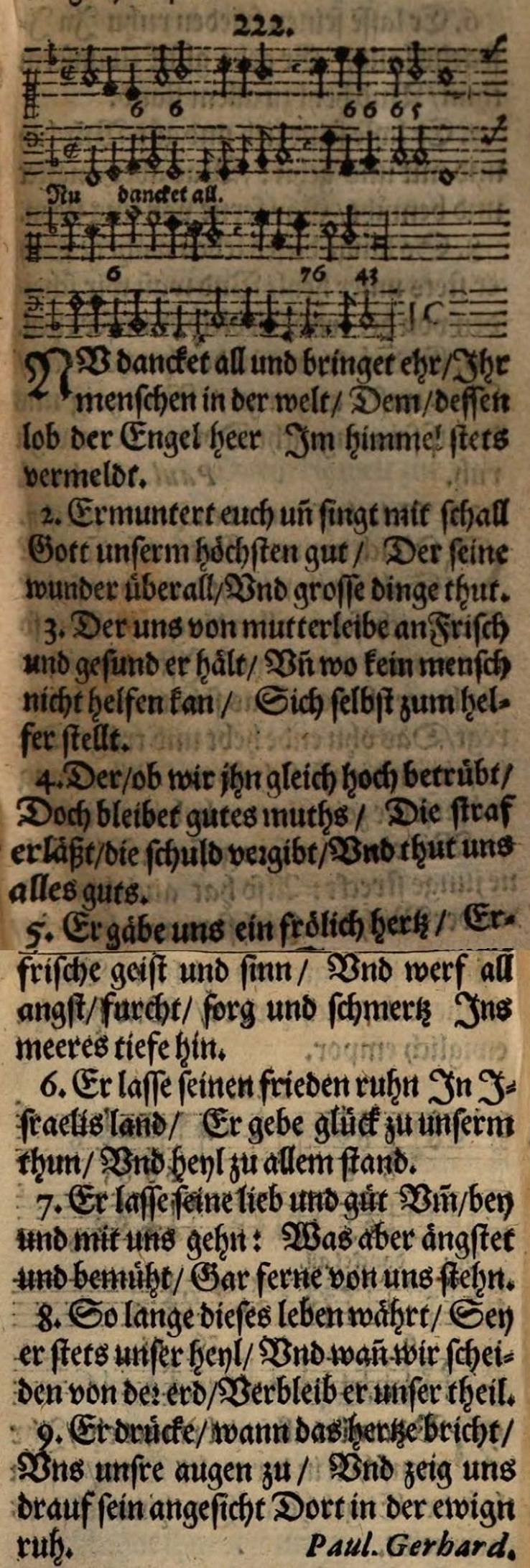
Nun danket all und bringet Ehr in der Praxis Pietatis Melica 1653

2. Ermuntert euch und singt mit Schall

Gott, unserm höchsten Gut,

der seine Wunder überall

und große Dinge tut;

3, der uns von Mutterleibe an

frisch und gesund erhält

und, wo kein Mensch nicht helfen kann,

sich selbst zum Helfer stellt;

4. der, ob wir ihn gleich hoch betrübt,

doch bleibet guten Muts,

die Straf erläßt, die Schuld vergibt

und tut uns alles Guts.

5. Er gebe uns ein fröhlich Herz,

erfrische Geist und Sinn

und werf all Angst, Furcht, Sorg und Schmerz

ins Meeres Tiefe hin.

6. Er lasse seinen Frieden ruhn

auf unserm Volk und Land;

er gebe Glück zu unserm Tun

und Heil zu allem Stand.

7. Er lasse seine Lieb und Güt

um, bei und mit uns gehn,

was aber ängstet und bemüht,

gar ferne von uns stehn.

8. Solange dieses Leben währt,

sei er stets unser Heil,

und wenn wir scheiden von der Erd,

verbleib er unser Teil.

9. Er drücke, wenn das Herze bricht,

uns unsre Augen zu

und zeig uns drauf sein Angesicht

dort in der ewgen Ruh.

## Melodien und Vertonungen
Johann Crüger veröffentlichte das Lied 1647 in Praxis pietatis melica, wahrscheinlich ohne Melodie. In der Ausgabe von 1653 fügte er eine Melodie und einen Generalbass hinzu. Sie ähnelt Melodien aus dem Genfer Psalter für Psalm 75 und Psalm 97, die ebenfalls Dank ausdrücken. Die ersten beiden Zeilen sind verbunden, und die beiden anderen wiederholen das rhythmische Muster, mit einem Höhepunkt am Beginn der dritten Zeile.
Im Neu Leipziger Gesangbuch erschien das Lied mit der Melodie von Lobt Gott, ihr Christen alle gleich. In dieser Fassung setzte Johann Sebastian Bach das Lied vierstimmig als Abschluss seiner Kantate Dem Gerechten muß das Licht, BWV 195. In aktuellen deutschen Gesangbüchern erscheint das Lied mit Crügers Melodie.
Hugo Distler komponierte eine Choralkantate, Nr. 2 seines op. 11. Ulrich Metzner schrieb ein Orgelwerk Toccata sopra „Nun danket all und bringet Ehr“ 2009. Günter Berger komponierte eine Tanz-Toccata für Orgel, die bei Strube 2015 erschien.
Die heute gebräuchliche Crügersche Melodie ist vielen Kirchenliedern unterlegt, darunter auch dem ebenfalls von Paul Gerhardt getexteten Lied Ich singe dir mit Herz und Mund.